# Trait lituanien
Le trait lituanien, ou trait lourd lituanien (lituanien : lietuvos sunkieji arkliai), est une race de chevaux de trait lituanienne, issue du Žemaitukas. Formée depuis la fin du XIXe siècle sur la base de croisements avec diverses races de trait européennes, son stud-book ouvre en 1951, puis est reconnu douze ans plus tard. La race est alors largement diffusée dans son pays d'origine.  
De nos jours, ce cheval de trait solide et rustique est surtout destiné à la production de viande et de lait. La race est devenue rare, et par là menacée d'extinction. 

## Dénomination
Le trait lituanien est également connu sous les noms russes de Litvoskaya tyazhelovoznaya, Lietuvos Sunkieji et Tyazheloupryazhnaya. 

## Histoire
Ses origines remontent à la fin du XIXe siècle. À partir de 1879, des croisements sont opérés entre le Žemaitukas local et des chevaux de races Arabe, Ardennais, Brabançon et Shire. Au début du XXe siècle, ces croisements se poursuivent, en incluant notamment le Percheron, et l'Ardennais suédois, après la Seconde Guerre mondiale. Les chevaux croisés présentent une meilleure adaptabilité au rude climat local que les sujets importés. 
Le stud-book est créé en 1951, puis la race est officiellement reconnue en 1963,. L'année suivante, ses effectifs sont de 62 000 têtes, ce qui en fait la race équine la plus largement diffusée en Lituanie,.

## Description
D'après DAD-IS et le guide Delachaux (qui reprend probablement les informations de cette dernière source), la taille s'échelonne de 1,55 m à 1,60 m, avec une moyenne de 1,57 m chez les juments et 1,60 m chez les mâles, pour un poids de 645 à 700 kg,. CAB International indique une fourchette de 1,52 m à 1,62 m, pour un poids moyen de 700 kg. Cependant, les sources plus anciennes de l'université de l'Oklahoma indiquent un poids de 850 à 920 kg chez les étalons.

### Morphologie
Il est proche du type trait de la race lettone. C'est un cheval d'ensemble solide, d'assez grande taille, et de proportions corporelles harmonieuses,. La tête est large et grosse, de profil rectiligne, dotée de longues oreilles. L'encolure est courte et musclée. Le poitrail est large. Le dos est long, parfois légèrement creux. Les reins sont larges et plats. La croupe est longue, large, musclée et ronde. Les membres sont courts et solides, terminés par de larges sabots. Crinière et queue sont abondantes. 
Morphologiquement, une tête trop grosse, des jarrets clos et un dos trop creux sont considérés comme des défauts,.

### Robes
Les couleurs de robe les plus communes sont l'alezan et le bai, ces chevaux peuvent aussi être noirs, gris ou rouans,.

### Tempérament, entretien et allures
La race est réputée pour sa longévité, sa fertilité, et la qualité de ses allures. Le trait lituanien est capable de résister à des conditions climatiques rudes en se contentant de peu d'apports de nourriture.
La fertilité est de l'ordre de 80 % dans les meilleurs haras, le taux de survie des poulains s'établissant à 76-79 %.
Il existe historiquement 9 lignées de trait lituanien.

## Utilisations

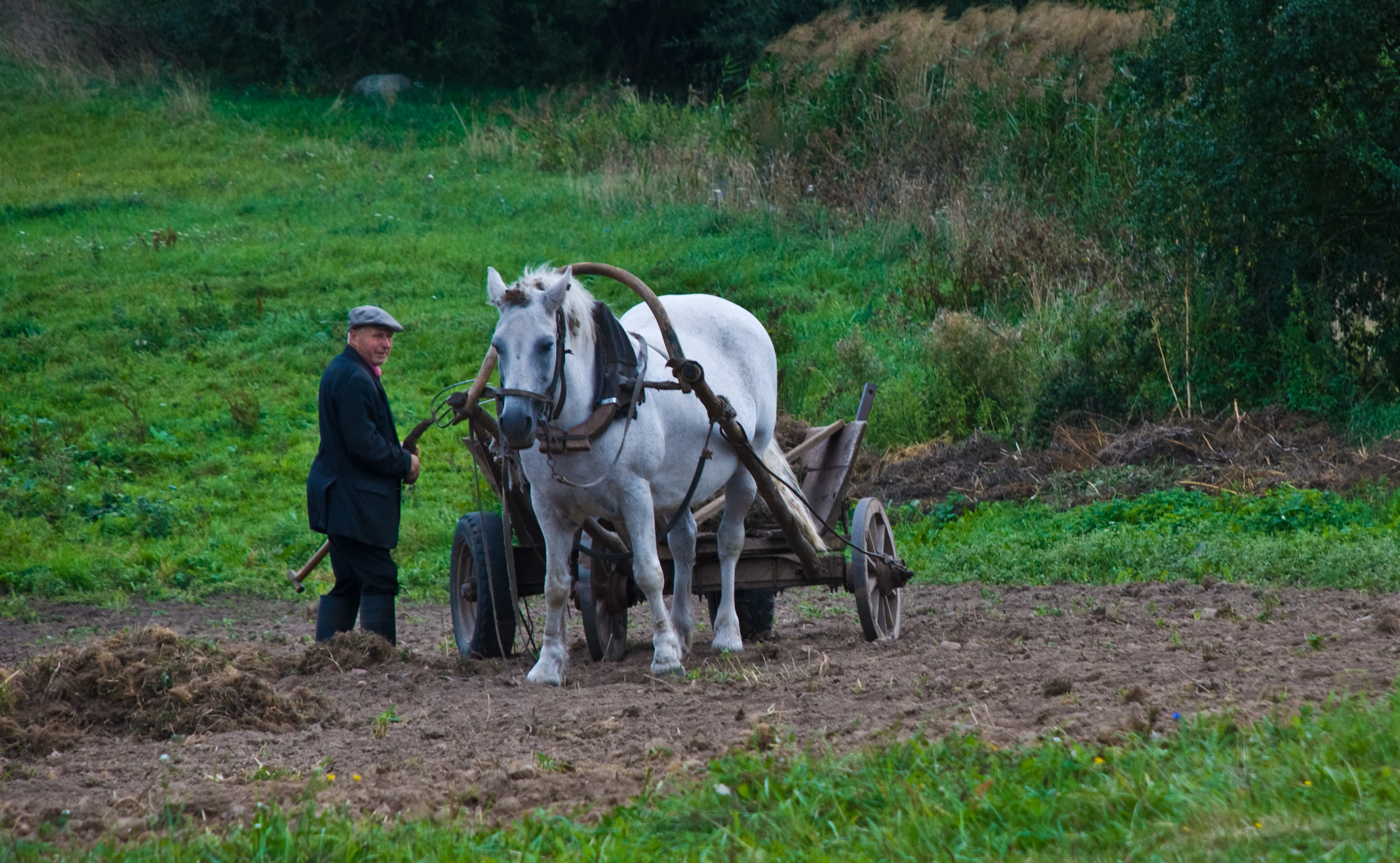
Trait lituanien gris au travail agricole

C'est un cheval de trait, toujours utilisé pour le trait agricole lourd et les autres types de travaux de ferme,, activités pour lesquelles il présente d'excellentes dispositions, et une grande puissance. Il est également élevé pour la production de viande, notamment en croisement avec la race de l'Altaï. Il a également influencé la race à viande et laitière du Chara. D'après la base de données DAD-IS, la race est employée en croisement sur d'autres races dans l'Altaï, en Russie, en Ukraine, en Biélorussie et au Kazakhstan.
Les juments sont réputées bonnes laitières, ; la lactation dure en moyenne 210 jours.
Les performances de la race ont été mesurées à l'époque soviétique. Le record de traction de 150 kg sur 2 000 m est de 13 minutes et 20 secondes ; le record de traction d'une charge de 50 kg au trot sur la même distance est de 4 minutes et 45 secondes.

## Diffusion de l'élevage
Le trait lituanien est historiquement élevé dans les fermes collectives de Nyamun, Sudav et Zhagar. L'étude menée par l'Université d'Uppsala, publiée en août 2010 pour la FAO, le signalait comme race de chevaux locale européenne menacée d'extinction, faisant l'objet de mesures de protection. DAD-IS ne fournit pas d'informations relatives au niveau de menace, mais le dernier recensement disponible, daté de 2003, signale qu'il reste moins de 1 000 individus, et qu'un programme de conservation in situ a été mis en place. D'après le guide Delachaux, « les effectifs continuent de diminuer rapidement », certaines lignées ayant d'ores et déjà disparu, et la race est menacée d'extinction. Il fournit une estimation de moins de 700 chevaux subsistants, en 2016.
Par ailleurs, l'ouvrage Equine Science (4e édition de 2012) le classe parmi les races de chevaux de trait peu connues au niveau international.